# 何淮
何淮（1448年—？），字德清，順天府大興縣人，民籍，明朝政治人物。

## 生平
成化十三年（1477年）丁酉科順天府鄉試第四十七名舉人。成化十七年（1481年）中式辛丑科會試第二百三十八名，三甲第一百一十三名進士。

## 家族
曾祖何俊民；祖父何順，左參政；父何貴，母王氏。慈侍下。